# Скарна (Сијена)
Скарна је насеље у Италији у округу Сијена, региону Тоскана.
Према процени из 2011. у насељу је живело 56 становника. Насеље се налази на надморској висини од 224 м.